# Ладигіно (Псковський район)
Ладигіно (рос. Ладыгино) — присілок в Псковському районі Псковської області Російської Федерації.
Населення становить 32 особи. Входить до складу муніципального утворення Карамишевська волость.

## Історія
Від 2015 року входить до складу муніципального утворення Карамишевська волость.

## Населення
| 2001 | 2002 | 2010 |
| ---- | ---- | ---- |
| 53   | ↗54  | ↘32  |